# Voo FedEx Express 14
O Voo FedEx 14 (ICAO: FDX14) foi uma rota regular cargueira internacional de origem no Aeroporto Changi de Singapura, Singapura, com destino ao Aeroporto Internacional de Newark, Estados Unidos, com escalas na Malásia, Taiwan, e no Alasca, também nos Estados Unidos. Em 31 de julho de 1997, sendo operado por um McDonnell Douglas MD-11F, se acidentou durante o pouso em Newark. Na aeronave haviam cinco ocupantes, dos quais não houve vítimas fatais.